# Jürgen Diefenbach
Jürgen Diefenbach (* 27. März 1956) ist ein ehemaliger deutscher Fußballspieler.

## Karriere
Der gelernte Mittelfeldspieler spielte in der Jugend zunächst für den SV Erzhausen, bevor er zu Kickers Offenbach wechselte, bei denen er zum Jugendnationalspieler reifte. Im Jahr 1974 wechselte er nach West-Berlin zu Hertha BSC. Dort konnte sich Diefenbach jedoch in der mit der Vize-Meisterschaft abgeschlossenen Saison 1974/75 nicht in die erste Mannschaft spielen. Erst ab 1975 und seiner Umschulung zum Abwehrspieler wurde er für mehrere Jahre zur Stammkraft.
Insgesamt bestritt Jürgen Diefenbach zwischen 1974 und 1980 104 Bundesligaspiele (2 Tore) für Hertha und erreichte sowohl 1977 als auch 1979 das Finale des DFB-Pokals. Nach dem Abstieg der Hertha 1980 bestritt Diefenbach noch 17 Partien in der 2. Liga für den Club.
Später spielte er wenigstens von 1986 bis 1990 in der Amateur-Oberliga für den Spandauer SV. Er gehört neben anderen ehemaligen Profis der Hans-Rosenthal-Elf an. Diefenbach arbeitet als Physiotherapeut in Reinickendorf.